# Квинт Фабриций
Квинт Фабри́ций (лат. Quintus Fabricius; умер после 2 года до н. э.) — древнеримский политический деятель из знатного плебейского рода Фабрициев, консул–суффект 2 года до н. э.

## Биография
Предположительно, его дедом мог являться народный трибун 57 года до н. э., носивший такое же имя. Фабриций был давним сторонником Октавиана Августа. О его гражданско–политической карьере ничего не известно кроме того, что во 2 году до н. э. он в течение декабря занимал должность консула-суффекта, встав на замену Гая Фуфия Гемина.